# Slayed?
| 전문가 평가              | 전문가 평가 |
| 평가 점수                | 평가 점수   |
| 출처                     | 점수        |
| ------------------------ | ----------- |
| AllMusic                 | [ 1 ]       |
| Christgau's Record Guide | A−          |
| The Guardian             | [ 3 ]       |

《Slayed?》는 영국의 록 밴드 슬레이드의 세 번째 스튜디오 음반이다. 이 음반은 1972년 11월에 발매되었으며 영국에서 1위를 기록했다. 34주 동안 차트에 머물렀고, 1973년 초에는 실버 인증을 받았다. 이 음반은 또한 미국에서 1970년대 슬레이드의 가장 성공적인 음반으로, 최고 69위를 기록하고 26주 동안 차트에 머물렀다. 오스트레일리아에서는 1위를 기록했고 골드 인증을 받았으며, 밴드의 라이브 음반 《Slade Alive!》를 2위로 밀어냈다. 《Slayed?》는 채스 챈들러가 프로듀싱을 맡았다.

## 배경
1971년 〈Get Down and Get with It〉으로 돌파구가 된 히트를 기록한 후, 슬레이드는 후속 싱글 〈Coz I Luv You〉, 〈Look Wot You Dun〉, 〈Take Me Bak 'Ome〉으로 계속해서 성공을 거두었다. 1972년 라이브 음반 《Slade Alive!》 또한 밴드에게 음반 차트에서 첫 성공을 안겨주어 2위에 올랐다. 〈Take Me Bak 'Ome〉으로 두 번째 영국 1위를 달성한 후, 밴드는 곧 다음 스튜디오 음반 《Slayed?》의 녹음을 마쳤다. 1972년 8월, 선공개 싱글 〈Mama Weer All Crazee Now〉가 발매되어 또 다시 영국 차트 정상에 올랐다. 《Slayed?》는 11월에 발매되어 1위를 기록했다. 두 번째 싱글 〈Gudbuy T'Jane〉도 같은 달에 발매되어 영국에서 2위를 기록했다.
10월에는 〈The Whole World's Goin' Crazee〉가 뮤직 신 잡지와 함께 무료 7인치 플렉시 디스크로 발매되었으며, B-사이드에는 마이크 허그의 〈Bonnie Charlie〉가 수록되었다. 1973년 8월, 〈Let The Good Times Roll〉이 미국에서 싱글로 발매되어 114위에 올랐다. 11월에는 〈Move Over〉가 일본에서 싱글로 발매되었다.

## 곡 목록
| #  | 제목                               | 작사·작곡        | 재생 시간 |
| -- | ---------------------------------- | ---------------- | --------- |
| 1. | 〈How d' You Ride〉                | 노디 홀더, 짐 리 | 3:11      |
| 2. | 〈The Whole World's Goin' Crazee〉 | 홀더             | 3:35      |
| 3. | 〈Look at Last Nite〉              | 홀더, 리         | 3:05      |
| 4. | 〈I Won't Let It 'Appen Agen〉     | 리               | 3:16      |
| 5. | 〈Move Over〉                      | 재니스 조플린    | 3:45      |

| #   | 제목                                       | 작사·작곡            | 재생 시간 |
| --- | ------------------------------------------ | -------------------- | --------- |
| 6.  | 〈Gudbuy T'Jane〉                          | 홀더, 리             | 3:32      |
| 7.  | 〈Gudbuy Gudbuy〉                          | 홀더, 리             | 3:28      |
| 8.  | 〈Mama Weer All Crazee Now〉               | 홀더, 리             | 3:44      |
| 9.  | 〈I Don' Mind〉                            | 홀더, 리             | 3:05      |
| 10. | 〈Let the Good Times Roll / Feel So Fine〉 | 셜리 굿먼, 레너드 리 | 3:46      |

## 인증
| 국가                       | 인증    | 판매량/출하량 |
| -------------------------- | ------- | ------------- |
| 핀란드 (Musiikkituottajat) | 1× 골드 | 20,000        |